# Bernhard Mortier
Bernhard Mortier, genannt Börner (vor 1810 – April 1854 in Hamburg) war ein Theaterschauspieler, Komiker und Sänger (Bass).

## Leben
Mortier widmete sich der Bühne, nachdem seine schöne Bassstimme Freunden und Bekannten angenehm aufgefallen war. Sein erstes größeres Engagement fand er 1827 als Bassist und Komiker am Hoftheater in Hannover. Von seinen komischen Rollen gelang ihm ganz unvergleichlich der „Kluck“ im Fest der Handwerker, ein Stück, das dazumal zu den Lieblingsaufführungen einer jeden Bühne zählte.
Er erwarb sich als „Kluck“-Darsteller geradezu eine Berühmtheit und gastierte in dieser Rolle mit ganz außerordentlichem Erfolg an den bedeutendsten Bühnen. So spielte er 70 mal hintereinander in Wien und unternahm mit diesem Stück einen wahren Triumphzug durch Österreich. Das Börner der Bassist und Börner der „Kluck“-Darsteller ein und dieselbe Persönlichkeit sei, konnte man kaum glauben. 1834 nahm er nach weiteren Kunstreisen Engagement bei Friedrich Ludwig Schmidt in Hamburg, wo er als „Knieriem“ in Lumpaci mit außerordentlichem Erfolg debütierte.
Sein unruhiger Geist trieb ihn aber bald wieder von dort fort, und der durchstreifte die ganze Welt, an großen und kleinen Theatern mit seinem „Kluck“ exzillierend. Längere Zeit blieb er nun in Petersburg, bis ihn Chéri Maurice wieder nach Hamburg zu locken verstand. Und wirklich verweilte er mehrere Jahre daselbst.
Als er Hamburg wieder den Rücken gekehrt hatte, versuchte er noch einmal sein Glück auf den verschiedensten Bühnen, bis er abermals nach Hamburg zurückkam, um dort bis zu seinem Tode zu verbleiben. Er beschloss sein unstetes Leben im April 1854.
Es ist merkwürdig, dass er am liebsten große tragische Rollen gespielt hätte. So blieb es sein unerreichter Wunsch als „Lear“ aufzutreten. Die Bezeichnung „Kluck“-Spieler war ihm in der Seele zuwider. Hätte Mortier zu seinem großen Talent auch Fleiß und Ausdauer gehabt, er hätte einer der hervorragendsten Komiker der deutschen Bühne werden können. Bei all seinen Darstellungen, er trat zuletzt nur noch als Komiker auf, ging ihm die Natur über alles, und wenn ihm die Geschichte des deutschen Theaters auch kein ruhmreiches Blatt widmen durfte, so hat er doch durch seinen Humor, seinen Witz, seine Komik Tausenden die fröhlichsten Stunden bereitet.